# Hundertwassers Regentag

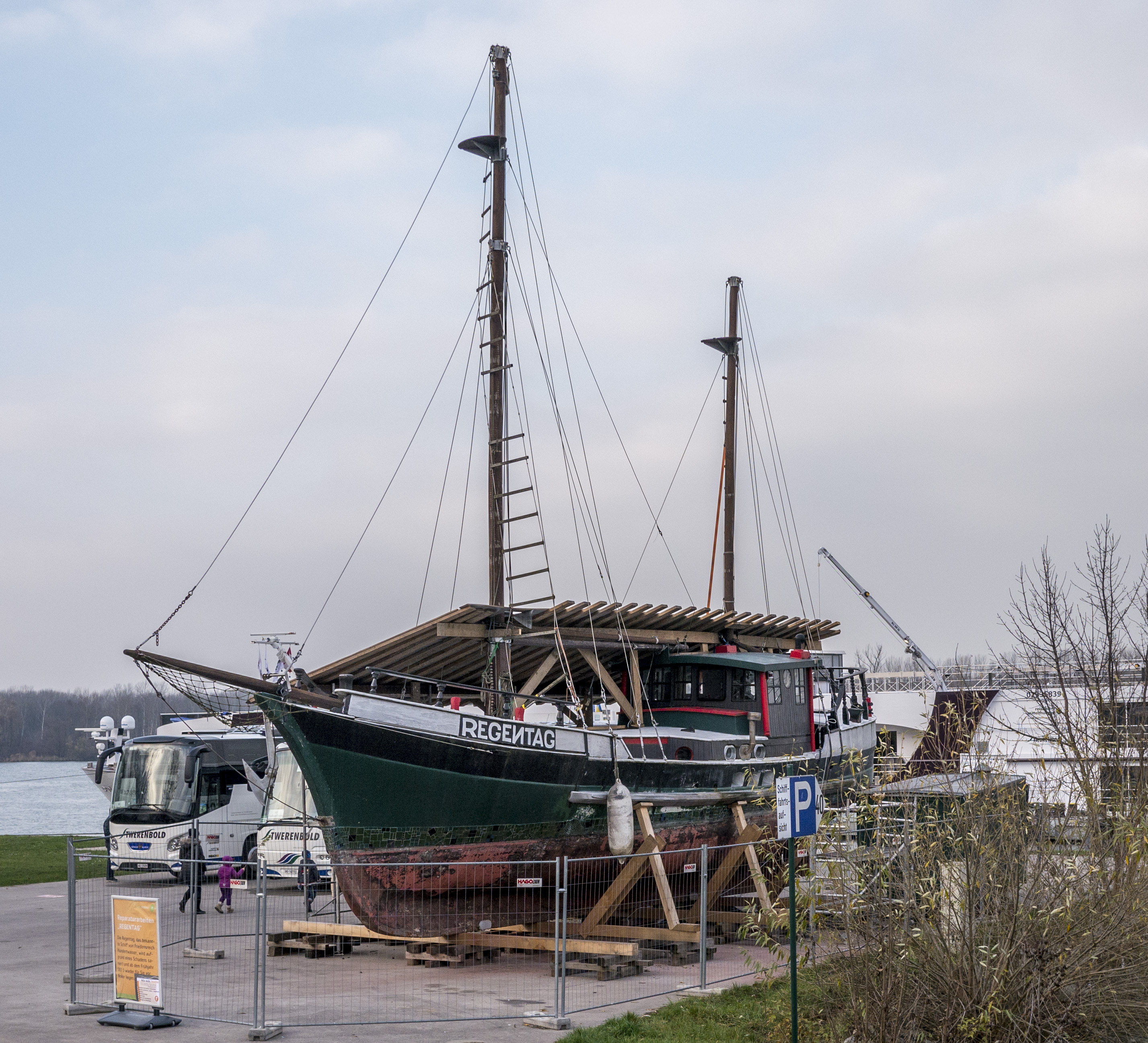
Hundertwassers Boot in Tulln

Hundertwassers Regentag ist ein deutscher Dokumentarfilm von Peter Schamoni aus dem Jahr 1972.

## Handlung
Der Film folgt dem Künstler Friedensreich Hundertwasser und stellt seine Arbeitsweise und seine künstlerischen und persönlichen Ansichten vor. Der Beginn zeigt Hundertwasser, der auf einer Eisscholle unweit seiner Mühle im Waldviertel bei Wien liegt. Das Schmelzwasser fließt unter der Eisscholle hindurch und Hundertwasser erklärt, dass ihn das Wasser anziehe. Er hat sich vor drei Jahren ein Schiff gekauft, das er Regentag getauft hat und mit dem er ins Wasser ziehen will.
Hundertwasser resümiert seinen Weg als Maler. Zu Beginn wollte niemand seine Bilder auch nur als Geschenk annehmen, später erhielt er für seine Werke ein wenig Geld. Die Nachfrage jedoch stieg und damit auch der Preis der Bilder, ohne dass er etwas dafür könne. Da mit der Zeit die Nachfrage seine Produktion – rund 700 Bilder empfindet er als ein eher schmales bisheriges Gesamtwerk – überstieg, ging er dazu über, Druckgrafiken zu fertigen, zunehmend auch in großer Stückzahl. Er spricht davon, dass die Malerei von sich selbst lebt, eine Skulptur lebt durch Licht.
Hundertwassers Verhältnis zur Architektur wird vorgestellt. Er erklärt, dass für ihn jeder Mensch drei Häute habe: Die eigene Haut, die Kleidung und die Architektur. In der Architektur wendet er sich strikt gegen die Gerade und den Winkel und zieht es vor, wenn Gebäude von organischen Dingen geformt werden, so von Moos oder Schimmel. Da er eigene architektonische Vorstellungen im die Kreativität erdrückenden Wien nicht umsetzen kann, lässt er sie in der Kunst auferstehen. Zentrale Motive seiner Werke sind die Spirale, die er als Beginn des Lebens ansieht, Zwiebeltürme, Zäune und Münder. Seine Bilder entstehen dabei wie in einem Traum. Häufig kann er, nach Fertigstellung eines Bildes erwacht, daher den Sinn des Gezeichneten nicht mehr in allen Einzelheiten nachvollziehen. Hundertwasser betont die Bedeutung von Farbe für sein Werk und bezeichnet einen trüben Regentag als seinen liebsten: An diesen Tagen kann er arbeiten und nur bei Regen erscheinen die Farben der Umgebung. Im Sonnenschein bemerke man nur die Kontraste der Umgebung, weswegen er auch die farbgesättigten Bilder der Maler aus dem Norden den kontrastreichen aber farbarmen Bildern der Maler des Südens vorziehe.
Auch seine schwierige Beziehung zu den Menschen wird deutlich. Er hat ein kompliziertes Verhältnis zu Frauen – im Film ist Doris Kunstmann an seiner Seite zu sehen –, bezeichnet sich selbst als schwachen Mann und zieht die Einsamkeit der Gesellschaft vor, die ihn für einen Exzentriker und Revolutionär hält. Seine Mutter, die während der Zeit des Nationalsozialismus als einzige der Familie überlebte, malt auch. Er mag ihre „primitive“ Malweise, da sie damit Dinge auszudrücken vermag, die er als „intellektueller“ Maler nicht mehr umsetzen kann. Von seinem Vater Ernst (1894–1929) hat er einen Teller erhalten, den dieser mit vielen bunten Blumen ausgeschmückt hat und das ihm als Inspiration häufig diente. Seiner Mutter berichtet er vom aktuellen Stand seines Schiffs Regentag. Nach mehreren Umbauten kann das Schiff, das er nach seinen Vorstellungen bemalt hat, in See stechen. Auf See gibt es für Hundertwasser keine Grenzen, sondern nur den Horizont. Dieser ist für ihn das, an das man sich klammern kann – der Rest muss dazuerfunden werden, auch und vor allem in seinen Kunstwerken.

## Produktion
Hundertwassers Regentag wurde von 1969 bis 1971 in Wien, in der Hahnsäge bei Roiten im Waldviertel, Niederösterreich, in Rovinj sowie in Venedig und Umgebung gedreht. Hundertwassers Kommentare werden zu den Dokumentarbildern eingespielt. Die Dokumentaraufnahmen wiederum werden stellenweise in Gemälde Hundertwassers montiert und zeigen so Bildmotive und ihre Realvorlage. Die Trickaufnahmen stammen von Peter Rosenwanger.
Im Film sind Arik Brauers Lieder Glaub nicht an das Winkelmaß und wohn in einem runden Haus und Wie a Hund zu hören.
Der Film wurde in einer Lang- und einer 22-minütigen Kurzfassung veröffentlicht. Der Verleih Constantin brachte Hundertwassers Regentag als Beiprogramm zu Niki de Saint Phalles und Peter Whiteheads Daddy heraus.

## Kritik
Die Kritik lobte den Dokumentarfilm: „Peter Schamoni hat sozusagen das totale Hundertwasser-Portrait gedreht. Friedensreichs magische Puzzlewelt in einem Farbfilm – das sind 45 Minuten Hoffnung und Vergessen.“ Auch die Kameraarbeit wurde erwähnt, darunter eine Einstellung des segelnden Schiffs in Venetien: „Diese Totalen, das gleitende Schiff gesehen durch das Ufergehölz, haben einen wahrhaft fabelhaften Reiz. Sie sind schön, schön im verpönten Sinne; sie erzeugen Rührung und Lebensfreude zugleich, ein erfüllter Traum. Eine ‚success story‘, die wirklich passiert ist“, so Hilde Spiel und der FAZ.

## Auszeichnungen
Beim Deutschen Filmpreis 1972 erhielt Hundertwassers Regentag als bester Kurzfilm das Filmband in Gold.
Der Film lief als offizieller Beitrag der Bundesrepublik auf den Internationalen Filmfestspielen von Cannes 1972 in der Sparte Kurzfilme.
Im Jahr 1973 wurde Hundertwassers Regentag für einen Oscar in der Kategorie Bester Dokumentar-Kurzfilm nominiert.